# Pietradefusi
Pietradefusi (‘A Preta in dialetto irpino) è un comune italiano di 1 908 abitanti della provincia di Avellino in Campania. Sant'Elena Irpina è la frazione capoluogo;  dal 2022 le sedi comunali si sono trasferite temporaneamente in un'altra frazione, Dentecane.

## Geografia fisica
Situato al confine tra le province di Avellino e Benevento, Pietradefusi si estende ai piedi di Montefusco e occupa la parte collinare situata nella media valle del Calore, alla sinistra del fiume. La zona è caratterizzata da rilievi non molto elevati che separano la valle di questo fiume da quella del Sabato.
Il comune sorge a 400 m s.l.m. anche se la frazione Sant'Angelo a Cancelli si eleva a 500 m s.l.m. La parte a nord del comune è composta dalla "Piana di Vertecchia" dove trovano posto a numerose aziende agricole.

## Origini del nome
La cittadina di Pietradefusi, probabilmente fondata intorno al secolo XII, deve secondo alcuni il suo nome alla "pietra" con cui vennero costruite le prime abitazioni, erette da parte di gente proveniente da zone diverse, e qui "fuse" nella università di "Pietra de' Fusi". Altre fonti vogliono l'origine di Pietradefusi collegata alla costruzione di una struttura fortificata in pietra edificata su un affioramento roccioso calcareo, su cui si è impostata successivamente la Torre Aragonese che ben caratterizza il nucleo medioevale; tale fortificazione sarebbe stata originariamente utilizzata dagli abitanti della soprastante Montefusco anche al fine di controllare il passaggio delle merci lungo le vie locali ed esigerne dazi e gabelle.
Pietradefusi non deve essere confusa con l'antica Pietramaggiore (nota nel medioevo come Preta Maior), distante diverse decine di chilometri.

## Storia
Il primo insediamento umano presente a Pietradefusi risale a un gruppo di Osci, o Sanniti, che coltivavano le fertili colline che si affacciavano sulla valle del fiume Calore, all'epoca ancora navigabile.
Dalle storie di Tito Livio (cap. XII e XIV), si apprende che esisteva un nucleo chiamato Fusole, i cui abitanti appoggiarono Annone, ufficiale di Annibale, contro Roma nella seconda guerra punica. Dopo la sconfitta di Annibale, con le sue legioni, Fabio rase al suolo la cittadella disperdendone gli abitanti. Lo schierarsi contro il potere oppressivo centrale, ha rappresentato un'attitudine che ha ispirato i Fusoliani, gli odierni Pietrafusani, durante tutta la loro storia.
Nel Trecento, durante la denominazione angioina, il paese si schierò con la rivolta dei baroni e fu raso al suolo. Nel Cinquecento, nuovamente, durante la guerra contro Napoli, un esercito francese, in viaggio verso la Puglia, per impadronirsi delle dogane di Foggia e Lucera, dimorò nel paese. Durante l'occupazione, i soldati saccheggiarono e bruciarono molti dei casali in cui erano ospitati (in particolar modo quello di Venticano e quello di Passo). Del casale di Venticano rimasero in piedi solo la chiesa e alcune case. Poco tempo dopo scoppiò, per di più, una pestilenza che diede il colpo di grazia al piccolo paesino, sterminando anche i pochi sopravvissuti all'eccidio.
Nel Medioevo, a parte due brevi parentesi, il territorio di Pietradefusi fu accorpato per lungo tempo al monastero di Montevergine. La prima di quelle parentesi coincise con l'errata adesione alla rivolta dei baroni e la seconda, alla fine del Trecento, con il passaggio alla nobile casata dei Tocco, Principi di Montemiletto. Attorno al 1430, a seguito di una disputa territoriale, il principe Giacomo Tocco, ridonò l'antico feudo al monastero di Montevergine. Risale a questo periodo il completamento, da parte dei monaci benedettini, della costruzione della torre, la cui costruzione era stata iniziata dai Tocco. Essa sarebbe entrata a far parte del castello dei principi Acquaviva d'Aragona, parzialmente esistente tutt'oggi. Attorno a essa, inoltre, si sarebbe consolidata l'università di Pietradefusi, che all'epoca comprendeva i territori di Piscialo (oggi Sant'Elena), Passo, Venticano (Campanarello) e Calore.
Lo sviluppo del territorio comunale ebbe un grosso stimolo a partire dal 1528, ai tempi di Filippo II di Spagna. Tale fase di crescita coincide con la costruzione della "via nova", ossia quando fu creata la strada che da Napoli, capitale del Regno, conduce in Puglia, attraversando Dentecane e Venticano. Questa, nel 1591, fu fatta confluire nella via regia delle Puglie, una delle vie di comunicazione più importanti del tempo, in quanto immetteva sulla via Appia delle Puglie, sulla via che portava ad Avellino e su quella di Benevento. Essa era denominata "règia" in quanto via di transito abituale dei regnanti delle Regno di Napoli.
Nel 1745 e nel 1748 Dentecane, ospitò Carlo III di Borbone con la regina Amalia. La visita diede maggiore impulso allo sviluppo di Dentecane che, nel 1738 fu testimone di un divertente episodio. Si racconta che re Carlo, seguito da Vanvitelli, si fermò a Dentecane per tracciare la strada regia delle Puglie. Per farlo, dovette sedare una disputa nata tra i cortigiani circa il tracciato. Al centro di essa, il principe di Montemiletto, che riteneva opportuno far passare la via a ridosso del suo paese, sostenendo le difficoltà del passaggio per la salita di Serra. Il re, niente affatto persuaso, tacitò le rimostranze del principe, seccamente, affermando "Sono passato io due volte, dopo di me vi passeranno gli altri. La strada sarà quella che io ho tracciato". Così fu e da quel momento, il territorio ebbe un grande sviluppo, tanto che Pietradefusi, ancora all'inizio della seconda guerra mondiale era uno dei principali comuni dell'area e, alla fine degli anni quaranta, vide ridurre la sua ampiezza con la scissione di una parte delle sue frazioni, Calore, Campanarello e Castel del Lago, che confluirono nel nuovo comune di Venticano.

## Monumenti e luoghi d'interesse

Panorama di Pietradefusi (Piazza Marconi) all'inizio degli anni sessanta

### Architetture militari
- La Torre Aragonese: è il fulcro attorno al quale si è sviluppata l'odierno centro storico. Essa è stata edificata nel 1431 dal nobile Giacomo de Tocco. La Torre è definita Aragonese per via dei duchi Acquaviva d'Aragona che furono feudatari dal XV al XVII secolo. L'intera struttura era concepita come un palazzo signorile con l'aggiunta del grande torrione a pianta quadrata. nel complesso la Torre è alta 11 metri. La Torre è stata sottoposta a restauri e talvolta si organizzano mostre e manifestazioni. Nel centro storico, sviluppatosi attorno alla Torre si possono notare: resti romani incastonati nella mura di una casa che raffigurano una coppia a mezzo busto e un bambino a figura intera.

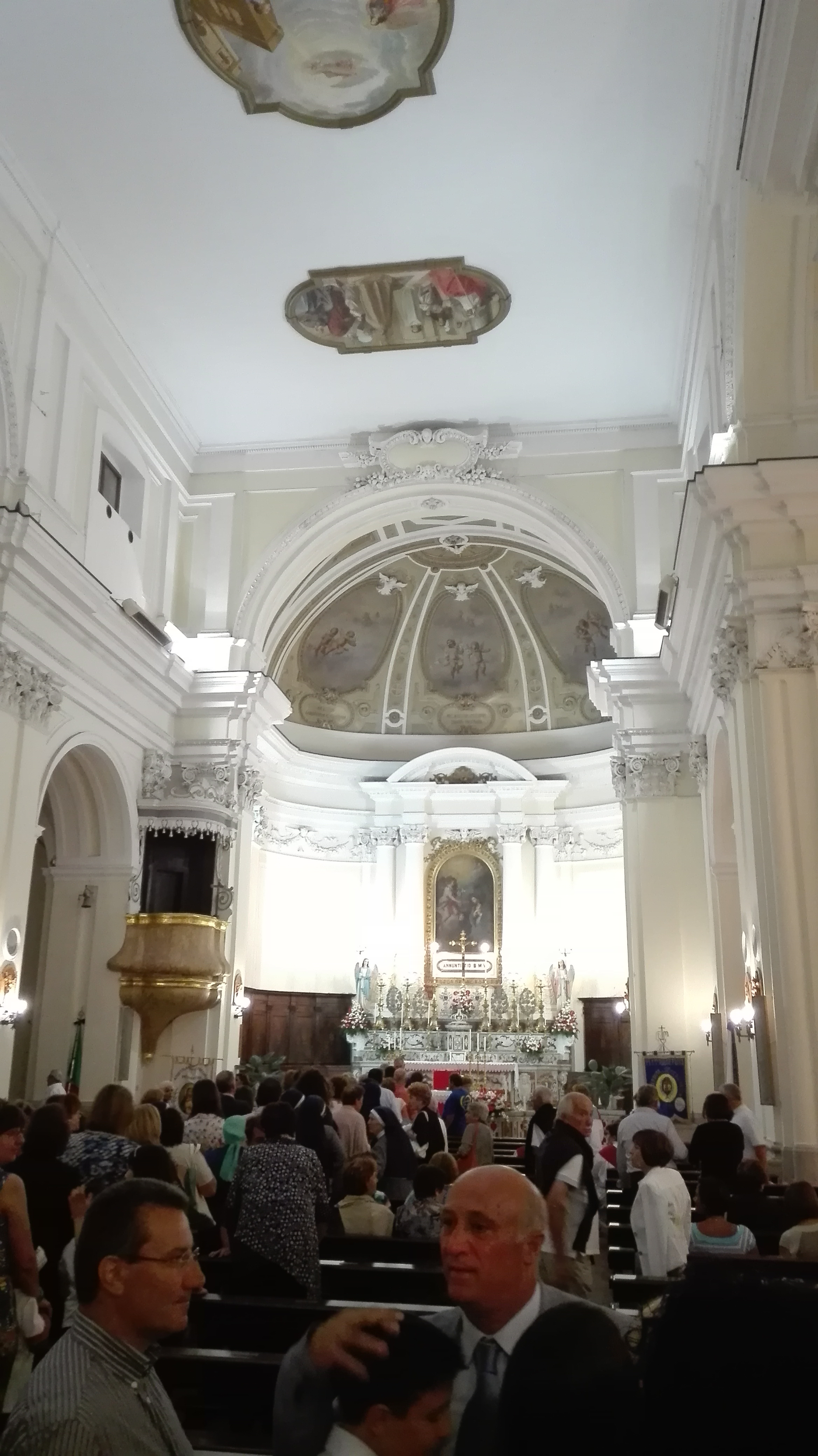
Navata principale

### Architetture religiose
- Collegiata di Maria Santissima Annunziata: si affaccia sulla piazza principale del paese ed è del 1728 fatta costruire dal cardinale Niccolò Coscia. L'edificio è a croce greca e a tre navate. Sulla volta della navata centrale sono presenti delle tele del pittore Giuseppe Leone. Sulla navata di destra, oltre agli altari minori dedicati a santa Rita e a santa Maria, è presente il monumentale altare dedicato a san Faustino martire, patrono del paese. La statua presente nella nicchia risale al 1836 ed è in cera quindi molto delicata. Per evitare che si rovini, si porta in processione un'altra statua che viene issata su una finta barca per essere fedeli alla tradizione che descrive san Faustino come romano comandante di una barca. L'altare è in marmi policromi e al suo interno sono conservate le reliquie del santo a cui è dedicato. Suddette reliquie vennero portate in Pietradefusi dal cardinale Coscia nella sua cappella privata (oggi chiesa di San Gennaro) e nel 1836 vennero sistemate nell'altare dove oggi si trovano. La parete che lo sovrasta ha al centro una nicchia rettangolare che ospita la statua del santo ed è riccamente decorata da stucchi artistici che raffigurano angeli e panneggi. Di fronte all'altare di San Faustino è presente un Cappellone-Santuario diviso dal resto della chiesa da un cancello in stile neogotico dedicato alla Madonna dell'Arco, patrona di Pietradefusi e del circondario. Al suo interno è presente la statua della Vergine con il bambino in braccio e seduta in trono. A fianco alla nicchia che ospita la statua ci sono diversi quadri raffiguranti altri personaggi di rilievo religioso legati a Pietradefusi come padre Lodovico Acernese e Teresa Manganiello. Si può notare anche un semplice coro ligneo. Sul soffitto è degno di nota un affresco che rappresenta una processione solenne della statua della madonna. Quest'ultima, essendo molto preziosa, viene portata in processione in occasioni solenni. Nell'abside della navata di destra sono presenti la statua di Gesù crocifisso con ai suoi piedi la Maddalena piangente, alla sua sinistra c'è la Vergine Addolorata e alla sua destra c'è la statua di san Giovanni. Nella chiesa è presente anche un organo a canna risalente al 1888 e sottoposto a restauro.
- Chiesa dei santi Pietro e Paolo (Dentecane): si trova all'angolo tra via Roma e via Dionisio Pascucci. Quest'ultimo è stato colui che la fece costruire nel 1815 in memoria del figlio Paolo morto prematuramente. La facciata presenta tre portali d'ingresso. Quello centrale è affiancato da due nicchie che in passato ospitavano le statue dei santi a cui la chiesa è dedicata. Le nicchie e il portale sono sormontati da lunette affrescate raffiguranti san Pietro, san Paolo e la Madonna. La facciata presenta un grande rosone in pietra locale e vetrate colorate. L'interno è diviso in tre navate, quella centrale è la più larga ed è divisa dalle altre da sei colonne con capitelli finemente scolpiti in stile corinzio. L'abside accoglie l'antico altare in marmo che nella parte bassa presenta un bassorilievo raffigurante la testa di Dio. La nicchia sopra l'altare maggiore accoglie la statua di Gesù con in mano il proprio cuore. all'altezza della nicchia è presente una fascia affrescata con i dodici apostoli a figura intera, sei da una parte e sei da un'altra rispetto alla figura centrale di Gesù affiancato da due angeli. Il catino è affrescato con una scena in cui Gesù parla alla folla. Nella navata di destra sulla parete laterale sono presenti un grande crocifisso, l'altare dedicato alla Madonna Addolorata (patrona di Dentecane) e una tela di santa Rita da Cascia. Nella piccola abside della navata è presente un semplice altare in marmo dedicato a san Rocco. Il catino è affrescato con l'annunciazione. Nella navata di sinistra è presente l'altare in marmo dedicato a san Vincenzo Ferreri donato dalla famiglia Petrillo. La statua del santo è a mezzobusto ma molto imponente. nella parte bassa dell'altare sono presenti dei riquadri con bassorilievi raffiguranti i simboli dei quattro evangelisti. Al lato di questo altare è presente un piccolo matroneo che in passato serviva per far assistere alla messa la famiglia Pascucci. Nell'abside è presente un altare semplice in marmo dedicato alla Madonna del Rosario di cui è presente un quadro moderno. Il catino è affrescato con la fuga in Egitto.
- Chiesa di San Giuseppe al Purgatorio: si trova di fronte al campo sportivo ed è il più antico edificio tuttora esistente di Pietradefusi. Oggi ne rimangono solo dei ruderi, ma rimangono in piedi la facciata e parte delle mura perimetrali. Fu probabilmente costruita nel 1773 dall'abbazia di Montevergine. Essa era di dimensioni modeste e si può ancora ammirare il portale in pietra. Questo è decorato nei due angoli superiori con due teschi con te tibie incrociate e, nei due angoli inferiori del portale, due tibie incrociate. Nella parte destra dell'edificio si nota una fessura nella pietra sormontata da un teschio con due tibie incrociate e con incisa la scritta "LIMOSINA".
- Chiesa Madonna dell'Arco: edificio abbandonato e sconsacrato, era la vecchia sede della Confraternita dell Madonna dell'Arco. Si trova negli immediati pressi della Torre Aragonese ed è provvista di un'imponente torre campanaria. Sul portale di ingresso ancora si legge la scritta "AVE MARIA".
- Chiesa di Santa Croce (Sant'Elena Irpina).

## Società

### Evoluzione demografica
Abitanti censiti

### Lingue e dialetti
Accanto alla lingua italiana, a Pietradefusi è in uso una varietà del dialetto irpino.

### Religione
La maggioranza della popolazione è di religione cattolica; il comune appartiene all'arcidiocesi di Benevento, e ha due parrocchie:
- Santissima Annunziata
- San Paolo Apostolo (Dentecane)

Sono presenti anche due confraternite, una dedicata a Maria Santissima dell'Arco, fondata nel XVII secolo, e quella della Buona Morte di San Giuseppe.
Ogni anno il 15 febbraio si celebra la festa del patrono, San Faustino Martire , la cui ricorrenza civile si festeggia invece ad agosto, nella seconda domenica del mese.

## Cultura

### Musei
Nei pressi del Convento delle Suore Francescane Immacolatine è presente il museo della beata Teresa Manganiello che contiene molti oggetti appartenuti alla beata e al convento.

### Cucina
- Torrone. Nella frazione di Dentecane sono presenti 5 aziende che producono il famoso dolce. Il comune fa parte dell'associazione italiana città del torrone con capofila Cremona.
- Fusilli. Viene fatto a mano dalle donne nei giorni di festa anche se oggi si preferisce acquistarlo nei pastifici artigianali presenti in zona. Si ottiene la caratteristica forma a spirale arrotolando il pezzo di pasta attorno a un'asticella di metallo detta appunto "fusillo". Il fusillo è lungo dai 7 ai 10 cm per evitare le difficoltà legate all'arrotolamento attorno alla posata. La domenica delle Palme si usa preparare i fusilli tipici della zona con il sugo arricchito con il pulieio, un'erba aromatica spontanea.
- Braciola pietradefusana. Consiste in fette di carne bovina arrotolata e tenuta insieme da uno spago da cucina; contiene formaggio e diverse erbe e si deve far cuocere nel ragù lentamente. Consentiva di risparmiare, cuocendo con un solo fuoco il secondo e il sugo. Piatto tipico della domenica.
- Vino: la zona di Pietradefusi è caratterizzata da una presenza di molti vini tra i quali spicca, per tipicità del territorio, l'Aglianico.
- A Pietradefusi si produce l'olio DOP Irpinia - Colline dell'Ufita.

## Geografia antropica

### Frazioni
In base allo statuto comunale il territorio comprende le seguenti frazioni:
- Sant'Elena Irpina, capoluogo comunale
- Dentecane, la frazione più grande
- Pietra, centro storico
- Sant'Angelo a Cancelli, un tempo comune autonomo
- Pappaceci
- Vertecchia

## Gemellaggi
Il comune di Pietradefusi è gemellato, come riporta una targa apposta sulla facciata del municipio, con "le città e i cittadini" di:
- Aquara (SA)
- San Lucido (CS)

## Amministrazione
Il comune fa parte dell'Unione dei comuni Medio Calore.
Il sindaco è Gaetano Musto, eletto per la seconda volta nel 2022, a capo di una lista civica.